# Handroanthus subtilis
Handroanthus subtilis là một loài thực vật có hoa trong họ Chùm ớt. Loài này được (Sprague & Sandwith) S.O.Grose mô tả khoa học đầu tiên năm 2007.